# Neocrepidodera precaria
Neocrepidodera precaria es una especie de insecto coleóptero de la familia Chrysomelidae. Fue descrita científicamente en 2005 por Baselga & Novoa.